# Riccardo III di Normandia
Riccardo di Normandia, in francese Richard III de Normandie (Normandia, 1001 circa – Rouen, 6 agosto 1028), fu il quinto signore della Normandia con il nome di Riccardo III, dal 1026 al 1028, e fu il terzo ad ottenere formalmente il titolo di Duca di Normandia.

## Origine
Secondo il monaco e cronista normanno Guglielmo di Jumièges, autore della sua Historiæ Normannorum Scriptores Antiqui, Riccardo era il figlio primogenito del quarto signore della Normandia e il secondo a ottenere il titolo formale di Duca di Normandia, Riccardo II, e di Giuditta di Bretagna che, secondo ancora Guglielmo di Jumièges era la sorella di Goffredo I di Bretagna, quindi era figlia del conte di Rennes e duca di Bretagna, Conan I il Torto e della moglie, Ermengarda d'Angiò (come ci viene confermato dal monaco Rodolfo il Glabro, uno dei maggiori cronisti d'età medievale), figlia del terzo Conte di Angiò, Goffredo I Grisegonelle e di Adele di Vermandois (ca. 950 - † 974), figlia di Roberto di Vermandois, conte di Meaux e di Troyes.
Riccardo II di Normandia, sia secondo Guglielmo di Jumièges, che secondo il cronachista, priore dell'abbazia di Bec e sedicesimo abate di Mont-Saint-Michel, Robert di Torigny, nella sua Chronique, era figlio di Riccardo Senza Paura Jarl (equiparabile al nostro conte) dei Normanni e conte di Rouen, e della moglie, Gunnora (950-5 gennaio 1031), di cui non si conoscono i nomi degli ascendenti, ma di nobile famiglia di origine vichinga (nobilissima puella Danico more sibi iuncta) (Gunnor ex nobilissima Danorum prosapia ortam); i genitori di Riccardo sono confermati anche dal monaco e cronista inglese, Orderico Vitale.

## Biografia
Riccardo viene citato, per la prima volta, nel documento n° 7 delle Chartes de l'abbaye de Jumièges, Tome I c 825-1169, del 1012, quando coi genitori, Riccardo II e Giuditta, sottoscrisse uno scambio di proprietà tra due monasteri.
Riccardo fu associato nel governo del ducato, già nel 1016, dal padre, Riccardo II, come ci conferma Guglielmo di Jumièges, mentre in quello stesso periodo, al fratello, Roberto, veniva assegnata la contea di Hiesmois.
Guglielmo di Jumièges ci riporta un fatto accaduto prima del 1026: il cognato di Riccardo (nel 1016 aveva sposato la sorella di Riccardo, Adelaide o Alice), il conte Rinaldo, erede della contea di Borgogna, era stato catturato e fatto prigioniero dal vescovo di Auxerre e conte di Chalon, Ugo. Siccome le richieste al vescovo Ugo per liberare Rinaldo non avevano ottenuto soddisfazione, il duca di Normandia, Riccardo II, decise di inviare in Borgogna un esercito condotto dal figlio primogenito, Riccardo, che dopo aver messo sotto assedio un castello, si diressero su Chalon, dove il vescovo, Ugo, valutando che l'esercito normanno era molto numeroso, decise di sottomettersi e rilasciare Rinaldo.
Suo padre, Riccardo II, morì a Fécamp in Normandia, secondo gli Obituaires de Sens Tome I e secondo gli Obituaires de Sens Tome II, il 23 agosto (X.Kal.Sept.) 1026, come confermano anche Orderico Vitale e l'Ademari Historiarum liber III, e Riccardo gli subentrò nel titolo di duca di Normandia, come Riccardo III.
Il governo di Riccardo fu breve: Orderico Vitale sostiene che detenne il potere per un anno e mezzo (anno uno et dimidio).
Secondo il cronista Guglielmo di Jumièges suo fratello, Roberto, conte di Hiesmois, nel 1028, si ribellò e radunò i suoi sostenitori vicino alla città di Falaise, dove pose il campo; Riccardo allora raccolse un esercito mise l'assedio ed espugnò la città di Falaise; allora Roberto si sottomise e fu concordata la pace.
Licenziato l'esercito, Riccardo rientrò a Rouen, ma poco dopo morì, avvelenato, lasciando un erede maschio in tenera età, Nicola. Anche Orderico Vitale, confermando che rimase al potere meno di due anni, ritiene che Riccardo fu avvelenato (Richardus III veneno, non plene biennio peracto, periit). Secondo gli Obituaires de Sens Tome I.1, Diocèse de Paris Cathédrale Riccardo morì il 6 agosto 1028.
A Riccardo III succedette il fratello maschio secondogenito, Roberto, conte di Hiesmois, come confermano Orderico Vitale, Robert di Torigny e Guglielmo di Jumièges.

## Discendenza
Nel 1027, Riccardo aveva sposato (i documenti esistenti parlano di impegno di matrimonio) la figlia del re di Francia, Roberto II detto il Pio e di Costanza d'Arles, Adele o Adelaide di Francia (1009-1079), che, nel 1028, poco dopo essere rimasta vedova, sposò, in seconde nozze, il conte Baldovino V delle Fiandre(1012-1067)
Riccardo dalla moglie Adele non ebbe alcuna discendenza.
Robert di Torigny gli attribuì tre figli naturali avuti con una concubina (moglie more danico o frilla, l'unione era secondo l'uso vichingo, pagano) di cui non si conosce il nome:
- Nicola[14] († 27 febbraio 1092[14]) che, diseredato e spodestato del titolo ducale dallo zio Roberto I[14], fu abate di Saint-Ouen di Rouen[14][19] e che, secondo gli Scriptores rerum gestarum Willelmi Conquestoris, fu tra coloro che contribuirono alla spedizione per la conquista dell'Inghilterra, della quale Guglielmo il Bastardo divenne sovrano, nel 1066, specificando che fornì 15 navi e 100 armati per l'impresa (Nicolao abate de sancto Audoeno 15 naves cum 100 militibus)[25].
- Papia[19], che sposò Gualtiero, conte di San Valeriano[24]
- Alice[26], che sposò Ranulfo, visconte di Bessin[26].

## Ascendenza
|                             |                     |                           | Genitori              |  |  | Nonni |  |  | Bisnonni                 |  |  | Trisnonni |  |
|                             |                     |                           |                       |  |  |       |  |  | Guglielmo I di Normandia |  |  | Rollone   |  |
|                             |                     |                           |                       |  |  |       |  |  | Guglielmo I di Normandia |  |  | Rollone   |  |
|                             |                     | Poppa di Bayeux           |                       |  |  |       |  |  | Guglielmo I di Normandia |  |  |           |  |
| Riccardo I di Normandia     |                     |                           |                       |  |  |       |  |  | Guglielmo I di Normandia |  |  |           |  |
|                             |                     | Sprota                    | …                     |  |  |       |  |  |                          |  |  |           |  |
|                             |                     | Sprota                    | …                     |  |  |       |  |  |                          |  |  |           |  |
|                             |                     | Sprota                    | …                     |  |  |       |  |  |                          |  |  |           |  |
| Riccardo II di Normandia    |                     | Sprota                    |                       |  |  |       |  |  |                          |  |  |           |  |
|                             |                     | …                         | …                     |  |  |       |  |  |                          |  |  |           |  |
|                             |                     | …                         | …                     |  |  |       |  |  |                          |  |  |           |  |
|                             |                     | …                         | …                     |  |  |       |  |  |                          |  |  |           |  |
| Gunnora di Normandia        |                     | …                         |                       |  |  |       |  |  |                          |  |  |           |  |
|                             |                     | …                         | …                     |  |  |       |  |  |                          |  |  |           |  |
|                             |                     | …                         | …                     |  |  |       |  |  |                          |  |  |           |  |
|                             |                     | …                         | …                     |  |  |       |  |  |                          |  |  |           |  |
| Riccardo III di Normandia   |                     | …                         |                       |  |  |       |  |  |                          |  |  |           |  |
|                             | Judicael Berengario | Berengario II di Neustria |                       |  |  |       |  |  |                          |  |  |           |  |
|                             | Judicael Berengario | Berengario II di Neustria |                       |  |  |       |  |  |                          |  |  |           |  |
|                             | Judicael Berengario | Adele di Troyes           |                       |  |  |       |  |  |                          |  |  |           |  |
| Conan I di Bretagna         | Judicael Berengario |                           |                       |  |  |       |  |  |                          |  |  |           |  |
|                             |                     | Gerberga                  | …                     |  |  |       |  |  |                          |  |  |           |  |
|                             |                     | Gerberga                  | …                     |  |  |       |  |  |                          |  |  |           |  |
|                             |                     | Gerberga                  | …                     |  |  |       |  |  |                          |  |  |           |  |
| Giuditta di Bretagna        |                     | Gerberga                  |                       |  |  |       |  |  |                          |  |  |           |  |
|                             |                     | Goffredo I d'Angiò        | Folco II d'Angiò      |  |  |       |  |  |                          |  |  |           |  |
|                             |                     | Goffredo I d'Angiò        | Folco II d'Angiò      |  |  |       |  |  |                          |  |  |           |  |
|                             |                     | Goffredo I d'Angiò        | Gerberga              |  |  |       |  |  |                          |  |  |           |  |
| Ermengarde-Gerberga d'Angiò |                     | Goffredo I d'Angiò        |                       |  |  |       |  |  |                          |  |  |           |  |
|                             |                     | Adele di Troyes           | Roberto di Vermandois |  |  |       |  |  |                          |  |  |           |  |
|                             |                     | Adele di Troyes           | Roberto di Vermandois |  |  |       |  |  |                          |  |  |           |  |
|                             |                     | Adele di Troyes           | Adelaide di Châlon    |  |  |       |  |  |                          |  |  |           |  |
|                             |                     | Adele di Troyes           |                       |  |  |       |  |  |                          |  |  |           |  |

### Fonti primarie
- (LA)  Obituaires de Sens Tome I.
- (LA)  Obituaires de Sens Tome II.
- (LA)  Monumenta Germanica Historica, tomus IV.
- (LA)  Monumenta Germanica Historica, tomus XIII.
- (LA)  Monumenta Germanica Historica, tomus IX.
- (LA)  Scriptores rerum gestarum Willelmi ConquestorisI.
- (LA)  Chronique de Robert de Torigni, abbé du Mont-Saint-Michel, vol I.
- (LA)  Ordericus Vitalis, Historia Ecclesiastica, vol. II.
- (LA)  Rodulfus Glaber Cluniacensis: Historiarum Sui Temporis Libri Quinque.
- (LA)  Ordericus Vitalis, Historia Ecclesiastica, vol. unicum.
- (LA)  Historiæ Normannorum Scriptores Antiqui.

### Letteratura storiografica
- François Neveux, La Normandie des Ducs aux Rois. Xe-XIIe siècle, Ouest-France Université, Rennes, 1998
- David Douglas, he Earliest Norman Counts EHR 61 (1946), 129-156
- Eleanor Searle, Predatory Kinship and the Creation of Norman Power, 840-1066 (Berkeley, Los Angeles, London, 1988)
- Louis Halphen, "La Francia dell'XI secolo", cap. XXIV, vol. II (L'espansione islamica e la nascita dell'Europa feudale) della Storia del Mondo Medievale, 1999, pp. 770–806.
- William John Corbett, "L'Inghilterra dal 954 alla morte di Edoardo il Confessore", cap. X, vol. IV (La riforma della chiesa e la lotta tra papi e imperatori) della Storia del Mondo Medievale, 1999, pp. 255–298.
- William John Corbett, "L'evoluzione del ducato di Normandia e la conquista normanna dell'inghilterra", cap. I, vol. VI (Declino dell'impero e del papato e sviluppo degli stati nazionali) della Storia del Mondo Medievale, 1999, pp. 5–55.